# Istituto addestramento lavoratori
L'Istituto Addestramento Lavoratori (IAL) è un ente di formazione italiano fondato nel 1955 per iniziativa del sindacato Cisl. Oggi è conosciuto come IAL Nazionale.

## Fondazione
IAL nasce come ente della Cisl per la formazione, la qualificazione e l'aggiornamento professionale, culturale e sociale dei lavoratori. IAL Nazionale nasce dalla trasformazione dello IAL originario in società a responsabilità limitata con la qualifica di impresa sociale, ai sensi del d.lgs. 24 marzo 2006, n. 1. Con questa nuova veste, la Società nazionale è operativa a partire dal novembre 2011.

## IAL Nazionale
IAL - Innovazione Apprendimento Lavoro Nazionale S.r.l impresa sociale è iscritta al Registro delle Imprese della Camera di Commercio Industria Artigianato e Agricoltura di Roma, sezione Ordinaria e sezione Imprese Sociali.  Ha sede legale a Roma, in Viale Regina Margherita, 83d (Roma), ed ha istituito proprie rappresentanze a Stoccarda (Germania) in Charlottenstraße, 25, e a Sofia (Bulgaria) in Via Dundukov, 5. IAL è presente con sedi locali anche in molte regioni d'Italia: Abruzzo, Basilicata, Calabria, Campania, Emilia-Romagna, Friuli-Venezia Giulia, Lazio, Lombardia, Marche, Molise, Piemonte, Puglia, Sardegna, Sicilia, Toscana, Umbria, Valle d'Aosta e, fino al 2016, Liguria.
IAL Nazionale esercita funzioni di rappresentanza e di coordinamento, espressamente delegate sulla base di autonome decisioni, di 14 IAL Regionali S.r.l. imprese sociali, delle quali è socio, e di 2 S.r.l. Regionali imprese sociali controllate. IAL Nazionale inoltre è socio di maggioranza del CESOS S.r.l. impresa sociale. L'insieme delle strutture costituisce un sistema nazionale a rete, che condivide valori, le motivazioni sociali e culturali, le scelte strategiche e gli stili fortemente partecipativi di governance. Oltre alle funzioni di rappresentanza generale, a Innovazione Apprendimento Lavoro Nazionale sono espressamente delegate dalle S.r.l. Regionali anche quelle inerenti alla formazione dei dipendenti, dei quadri e del management; il coordinamento delle attività settoriali e interregionali e l'audit sullo stato patrimoniale e finanziario di tutte le società.
IAL Nazionale è riconosciuto e accreditato dal Ministero del Lavoro e delle Politiche Sociali (L. 14 febbraio 1987, n. 40) ed è iscritto al Registro delle associazioni e degli enti che svolgono attività a favore degli immigrati (DPR 31 agosto 1999, n. 394, art. 54); è inoltre accreditato presso i Fondi Interprofessionali per la Formazione Continua. È inoltre certificato da RWTÜV per la qualità UNI EN ISO 9001:2000, settore EA 37 ed applica le disposizioni relative alla salute e sicurezza nei luoghi di lavoro di cui al decreto legislativo n.81/2008 integrato con il decreto legislativo n.106/09 e ss.mm.ii.